# Liste der Mitglieder der Deutschen Akademie der Naturforscher Leopoldina/1861
Die Liste der Mitglieder der Deutschen Akademie der Naturforscher Leopoldina für 1861 enthält alle Personen, die im Jahr 1861 zum Mitglied ernannt wurden. Insgesamt gab es fünf neu gewählte Mitglieder.

## Mitglieder
| Nr.  | Name                 | Beiname          | Geboren       | Aufnahme | Gestorben     | Bild                 |
| ---- | -------------------- | ---------------- | ------------- | -------- | ------------- | -------------------- |
| 1958 | Johannes Leunis      | Blumenbach       | 2. Juni 1802  | 2. Apr.  | 30. Apr. 1873 | Johannes Leunis      |
| 1959 | Eduard Heis          | Hevel            | 18. Feb. 1806 | 1. Jun.  | 30. Juni 1877 | Eduard Heis          |
| 1960 | Nicolaus von Kasloff | Stieglitz        | 12. Dez. 1814 | 1. Jun.  | 11. Okt. 1889 | Nicolaus von Kasloff |
| 1961 | Ernst Ehrhard Schmid | C. von Sternberg | 22. Mai 1815  | 10. Dez. | 16. Feb. 1885 | Ernst Ehrhard Schmid |
| 1962 | Hermann Kopp         | Doebereiner      | 30. Okt. 1817 | 10. Dez. | 20. Feb. 1892 | Hermann Kopp         |